# Paul-Auguste-Sylvaire Bonnifay
Paul-Auguste-Sylvaire Bonnifay né à Toulon le 21 juin 1814 et mort dans la même ville le 8 février 1885 est un sculpteur français
Il est spécialisé dans la sculpture navale.

## Biographie

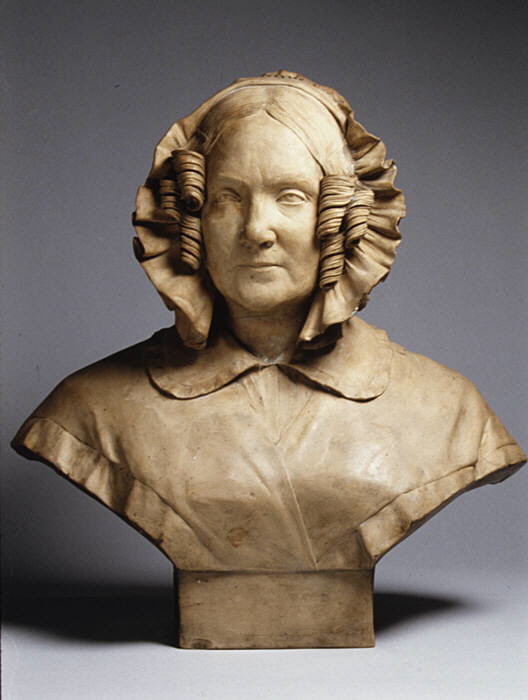
Femme au bonnet (1841), New York, Metropolitan Museum of Art.

Paul-Auguste-Sylvaire Bonnifay est né à Toulon le 21 juin 1814. Après avoir étudié dans l'atelier de sculpture du port, il se rendit, en 1840, à Lyon et, de là, à Paris où il devint élève de David d'Angers, puis de Jules Ramey et d'Auguste Dumont.
Il revint à Toulon en 1846, pour occuper le poste de maître entretenu de la Marine. À son arrivée, l'atelier de sculpture navale tombait en pleine décadence, la marine à vapeur commençant à remplacer la marine à voiles. Cependant, il fit encore exécuter plusieurs bustes colossaux pour orner la proue de vaisseaux de premier rang et s'occupa aussi à réparer les sculptures du musée naval. Il prit sa retraite en 1872, et l'atelier de sculpture fut alors fermé. Il mourut à Toulon le 8 février 1885. Le musée d'Art de Toulon conserve de lui une statuette de saint Sébastien, et le musée national de la Marine deux bas-reliefs en plâtre représentant Le Rhône et La Saône, et deux hauts-reliefs figurant La Justice et La Force navale.